# Racing White Daring Molenbeek
Racing White Daring Molenbeek je belgický fotbalový klub z města Brusel. Založen byl roku 1909 jako White Star Club de Bruxelles. Přelomem v jeho historii se stal rok 1973, kdy se sloučil s klubem Daring Club de Bruxelles. Nově posílený klub v ročníku 1974/75 vyhrál belgickou ligu a jde o dosud jediný titul v historii klubu. Ve stejné éře si klub připsal i největší mezinárodní úspěch - v sezóně 1976/77 postoupil do semifinále Poháru UEFA. V polovině 80. let se však klub dostal do vleklých ekonomických potíží, které vyvrcholili bankrotem roku 2002.
Rok poté (2003) skupina fanoušků založila RWD Molenbeek znovu (ovšem s novou registrací, bez právní kontinuity se starým klubem), avšak zatím hraje v nižších belgických soutěžích.